# PEACE ON MARS
PEACE ON MARS（ピースオンマーズ）は、日本のファッションブランド。2003年、ストリートファッション誌『Men's egg』のモデル植竹拓を中心に結成され、アメカジを中心としたブランドである。

## 概要
2003年の発足以来、時代に流されることなくアメカジスタイルを貫いている。SMAPの木村拓哉が着用したティアドロップ型サングラスは2009年時点でも販売され続けている定番商品。

## 展開店舗
丸井ジャム渋谷7F